# Slavkovce
Slavkovce es un municipio del distrito de Michalovce en la región de Košice, Eslovaquia, con una población estimada a final del año 2024 de 739 habitantes.
Se encuentra ubicado al noreste de la región, en la cuenca hidrográfica del río Bodrog (afluente derecho del Tisza) y cerca de la frontera con la región de Prešov, Ucrania y Hungría.

## Demografía
| Año        | 1994 | 2004     | 2014     | 2024    |
| ---------- | ---- | -------- | -------- | ------- |
| Población  | 513  | 609      | 674      | 739     |
| Diferencia |      | +18,71 % | +10,67 % | +9,64 % |

| Año        | 2023 | 2024    |
| ---------- | ---- | ------- |
| Población  | 728  | 739     |
| Diferencia |      | +1,51 % |